# SOlar Radiation and Climate Experiment
SOlar Radiation and Climate Experiment ou SORCE (Expérience sur les radiations solaires et le climat) est un satellite scientifique lancé en 2003 rattaché au programme Earth Observing System (EOS) de l'agence spatiale américaine NASA. Ses instruments mesurent l'irradiance, c'est-à-dire la puissance du rayonnement électromagnétique émis par le Soleil. Ces mesures portent sur l'ensemble du spectre électromagnétique - rayonnement X, rayonnement ultraviolet, lumière visible, proche infrarouge - permettant de quantifier l'irradiance solaire totale. Cette mission spatiale fait partie du programme Earth Systematic Missions (ESM) qui regroupe un ensemble de satellites de la NASA chargés de collecter des données sur de longues périodes sur la surface de la Terre, la biosphère, l'atmosphère terrestre et les océans de la Terre. Le satellite qui doit initialement fonctionner 5 ans (mission primaire) voit sa mission prolongée jusqu'en 2015 pour pallier la défaillance du satellite Glory qui doit prendre sa suite.

## Objectifs scientifiques
Les objectifs assignés à la mission SORCE sont : 
- la mesure quotidienne du rayonnement ultraviolet du Soleil (120-300 nm) avec une résolution spectrale de 1 nm.
- la mesure de l'irradiance du Soleil en lumière visible avec la précision nécessaire aux études d'évolution future du climat. L'objectif est d'obtenir une mesure de l'irradiance solaire quotidienne entre 0,3 et 2 microns avec une résolution spectrale d'au moins 1/30 et une précision absolue de 0,3%.
- permettre d'améliorer notre compréhension des variations de l'irradiance solaire et de leurs origines, de l'impact des variations sur l'atmosphère de la Terre et de son climat.
- effectuer des mesures précises de l'irradiance totale du Soleil dans la continuité des mesures effectuées par le passé de manière à disposer d'enregistrements à long terme sur le climat[1]. Les mesures continues débutent en 1979 avec l'instrument ERB à bord du satellite Nimbus 7 en 1978 puis sont poursuivies avec la série des instruments ACRIM embarqués sur plusieurs satellites dont ACRIMSAT.

Les données recueillies par SORCE sont utilisées plus particulièrement pour modéliser le changement climatique à long terme, prévoir les changements naturels, les variations de l'ozone atmosphérique et du rayonnement ultraviolet B. Ces données jouent un rôle critique pour les études sur le Soleil, l'incidence du Soleil sur le système terrestre et son influence sur l'activité humaine.

## Caractéristiques techniques
SORCE est un minisatellite développé par Orbital Sciences Corporation utilisant la plate-forme Leostar-2 (développé pour le satellite OrbView-4). Le satellite au sol est haut de 1,48 mètre pour 1,12 mètre de diamètre (après déploiement en orbite 3,4 mètres de diamètre pour 1,61 m de haut). Ses panneaux solaires déployables fournissent en fin de mission primaire (5 ans) 350 watts. L'énergie est accumulée durant les éclipses dans un accumulateur nickel-hydrogène (NiH2) de 23 ampères-heures. La masse à sec est de 290 kg dont 86 kg pour la charge utile. Le satellite est stabilisé sur 3 axes à l'aide de roues de réaction, magnéto-coupleurs et magnétomètres. L'ordinateur de bord utilise un processeur IBM RAD6000 et les données sont accumulées dans une mémoire de masse de 1 024 mégabits représentant plus de 24 heures de données recueillies. Les télécommunications sont assurées par une paires d'antennes omnidirectionnelles fonctionnant en bande S qui permettent de transférer vers la Terre 1,5 mégabit par seconde

### Instruments scientifiques
SORCE mesure le rayonnement solaire avec des radiomètres, des spectromètres, des photodiodes, des capteurs et des bolomètres embarqués. L'exploitation des données est réalisée par le Laboratoire de physique atmosphérique et spatiale de l'université du Colorado à Boulder dans l'État du Colorado. SORCE fournit l'irradiance sur le spectre solaire pour les longueurs d'onde comprises entre 1 et 2 000 nanomètres soit près de 95 % de l'énergie solaire totale. SORCE embarque quatre instruments : 
- le spectromètre TIM (Total Irradiance Monitor) fournit l'irradiance totale du Soleil dérivé de l'instrument ACRIM avec des améliorations notables au niveau des détecteurs et des circuits électriques. Sa précision absolue est de 0,03 % sur une année.
- le spectromètre SOLSTICE (Solar Stellar Irradiance Comparison Experiment) est un instrument qui représente la deuxième génération de l'instrument ayant volé sur le satellite UARS et mis en orbite en septembre 1991. Il couvre le spectre électromagnétique entre 115 et 320 nm (ultraviolet) avec une résolution comprise entre 0,1 et 0,2 nm.
- le spectromètre SIM (Spectral Irradiance Monitor) couvre la portion du spectre comprise entre 200 et 2 000 nanomètres (de l'ultraviolet à l'infrarouge).
- le photomètre XPS (XUV Photometer System) est dérivé d'un instrument ayant volé à bord du satellite SNOE (lancé en février 1998) et dans la suite instrumentale SEE du satellite TIMED (lancé en décembre 2001). XPS mesure l'irradiance dans l'ultraviolet lointain (entre 1 et 35 nm).

## Déroulement de la mission
Le satellite est lancé le 25 janvier 2003 par un lanceur Pegasus XL depuis la base de lancement de Cap Canaveral et placé sur une orbite basse terrestre quasi circulaire (653 x 613 km) avec une inclinaison de 40,0°. La mission primaire de 5 ans se déroule sans aucun incident et sa prolongation est décidée de manière à assurer une mesure continue de l'irradiance jusqu'à ce que le satellite Glory équipé de l'instrument TIM  puisse prendre le relais. L'échec du lancement de Glory le 4 mars 2011 entraîne la prolongation de la mission du satellite SORCE. Le relais est finalement pris par le microsatellite expérimental militaire STPSat-3 lancé en novembre 2013 qui embarque notamment l'instrument TCTE (Total Solar Irradiance Calibration Transfer Experiment), capable de mesurer l'irradiance totale du Soleil comme TIM. Pour qu'il y ait un recouvrement significatif entre les séries de données collectées par les deux satellites, la mission de SORCE est prolongée jusqu'en 2015 malgré la défaillance de l'accumulateur qui ne permet plus aux instruments de fonctionner durant les périodes d'éclipse.

## Résultats scientifiques
L'analyse des mesures effectuées par SORCE entre avril 2004 et novembre 2007 semble indiquer qu'alors qu'il est au maximum d'activité de son cycle, le Soleil émet cinq fois moins d'ultraviolet qu'au cours des années précédentes. Si ce phénomène est régulier, cela suggère que le Soleil réchauffe davantage la Terre lorsque son activité décroît que lorsqu'il est à l'optimum de son cycle de 11 ans.